# 任瑞萍
任瑞萍（1976年2月6日—），山东莱州人，中国女子三级跳远运动员。她曾获得1998年亚洲运动会女子三级跳远金牌。她也曾参加1996年夏季奥运会和2000年夏季奥运会。